# Істошинське сільське поселення
Істо́шинське сільське поселення (рос. Истошинское сельское поселение) — муніципальне утворення у складі Бердюзького району Тюменської області, Росія.
Адміністративний центр — село Істошино.

## Населення
Населення — 760 осіб (2020; 784 у 2018, 872 у 2010, 1060 у 2002).

## Склад
До складу поселення входять такі населені пункти:
| Населений пункт      | Населення, осіб (2002) | Населення, осіб (2010) |
| -------------------- | ---------------------- | ---------------------- |
| Босоногова, присілок | 200                    | 156                    |
| Істошино, село       | 605                    | 496                    |
| Лугова, присілок     | 106                    | 74                     |
| Шабурова, присілок   | 149                    | 146                    |